# Guayabal de Síquima
Guayabal de Síquima là một khu tự quản thuộc tỉnh Cundinamarca, Colombia. Thủ phủ của khu tự quản Guayabal de Síquima đóng tại Guayabal de Síquima Khu tự quản Guayabal de Síquima có diện tích ki lô mét vuông. Đến thời điểm ngày 28 tháng 5 năm 2005, khu tự quản Guayabal de Síquima có dân số 3835 người.